# Distretto di Charat
Il distretto di Charat  è uno dei dieci distretti della provincia di Otuzco, in Perù. Si trova nella regione di La Libertad e si estende su una superficie di 68,89  chilometri quadrati.